# Рива (река, впадает в Балтийское море)
Ри́ва (латыш. Rīva), также Риве (Rīve) — река в Латвии, впадающая в Балтийское море юго-западнее села Юркалне на западном побережье Курземе. Образует узкий бассейн между бассейнами рек Сака и Ужава. Берёт начало из озера Вилгалес на Западно-Курземской возвышенности.

## Притоки

### Правые
- Вилгутиня
- Ага

### Левые
- Бершупите
- Мара
- Драбеню-валкс